# ジョン・バクスター・ウィル
ジョン・バクスター・ウィル（John Baxter Will、1840年1月20日 - 1920年6月9日）は、幕末に来日したイギリスの船員で、お雇い外国人の一人である。

## 経歴・人物
スコットランドのダンディーの生まれ。
1859年に上海に転勤しデント商会のお雇いとなり、そこで中国貿易に従事した。翌1860年（万延元年）に箱館（現在の函館市）に来航した。
その後一旦故郷に帰国し、二等航海士免許及び上海で船長の資格を取り、再来日後にトーマス・ブラキストンが創設した「ブラキストン・マール商会」の船長に就任して、日本と清朝の貿易に携わった。明治維新後に日本郵船及び三井物産のお雇いとなり、両者の船長に就任した。
1899年（明治32年）に函館イギリス領事館の警保官に就任し、樺太（サハリン）とサイゴン（現在のホーチミン）の貿易も携わった。1920年（大正9年）来航した箱館にて死去した。

## 逸話
同じ函館ドイツ領事館の代弁領事であったウィルの友人のルートヴィヒ・ハーバーが殺害された事件の詳細が『回想録』に著述されている。